# パレーシュ・ラーワル
パレーシュ・ラーワル（Paresh Rawal、1950年5月30日 - ）は、インドのボリウッドで活動する俳優、コメディアン、政治家。2014年から2019年にかけて、アーメダバード東選挙区選出のローク・サバー議員（インド人民党所属）を務めた。ヒンディー語、グジャラート語、マラーティー語、テルグ語、英語話者である。1993年に出演した『Sardar』で国内外から演技を絶賛され、1994年に出演した『Woh Chokri』『Sir』では演技を評価され国家映画賞 助演男優賞を受賞している。

## 生い立ち
ムンバイで生まれ、同地で幼少期を過ごした。1979年ミス・インド優勝者のスワループ・サンパトと結婚し、2人の息子をもうけた。ナルシー・ムンジー商工カレッジを卒業している。

## キャリア

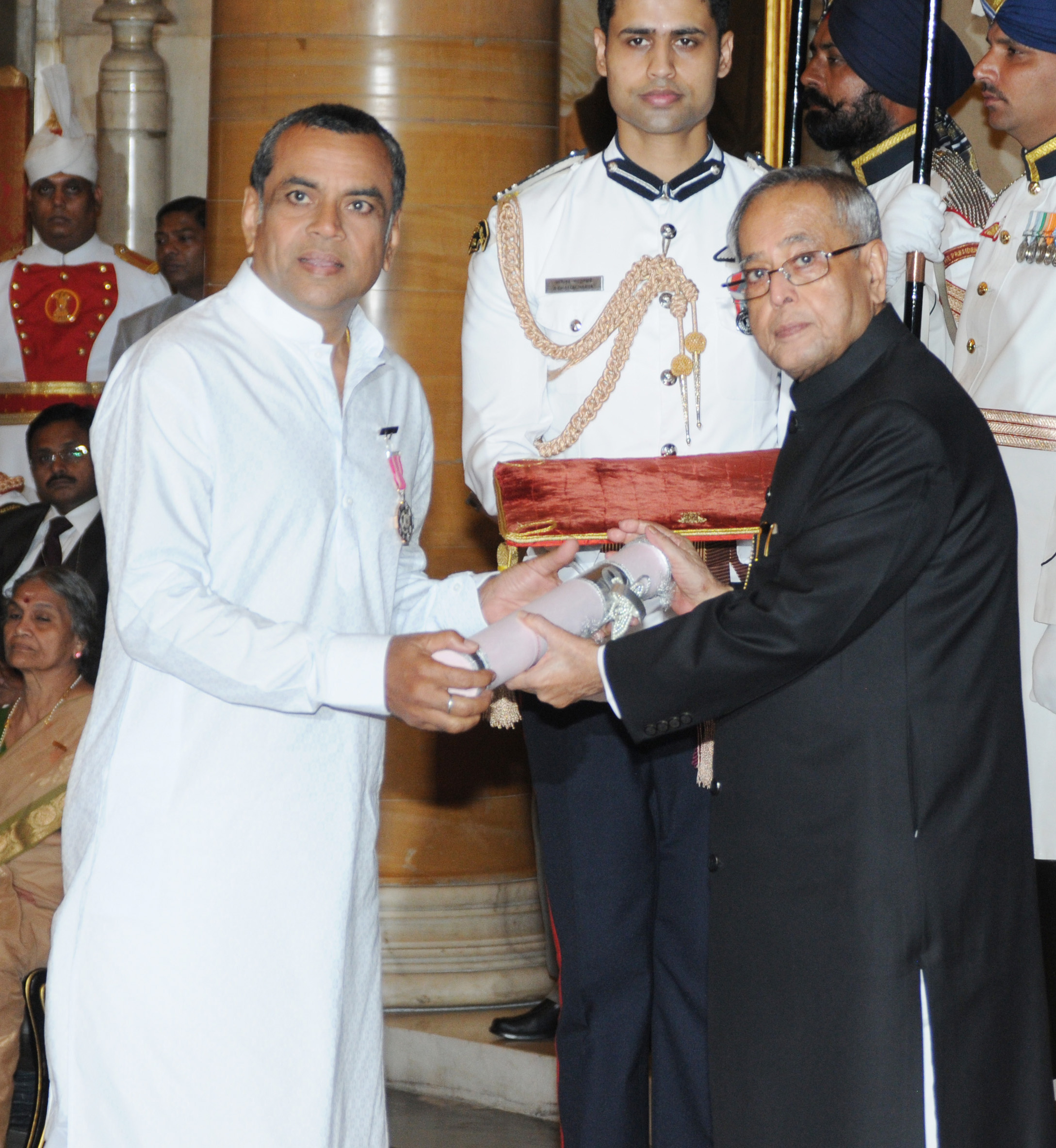
インド大統領プラナブ・ムカルジーからパドマ・シュリー勲章を授与されるパレーシュ・ラーワル（2014年）

1985年に『Arjun』で俳優デビューし、1986年に『Naam』で俳優としての地位を確立した。1980年代から1990年代にかけて悪役俳優として活動し、1994年には『Andaz Apna Apna』でコミックリリーフを演じた。2000年代に入ると性格俳優として高い評価を得るようになり、ボリウッドの主流映画に主役または主役級の主要キャストとして出演する機会が増えた。2000年にアクシャイ・クマール、スニール・シェッティと共演した『Hera Pheri』は興行的な成功を収め、ラーワルはフィルムフェア賞 コメディアン賞を受賞している。2006年には続編『Phir Hera Pheri』に引き続き出演し、演技を高く評価された。
2002年にアミターブ・バッチャン、アクシャイ・クマールと共演した『ブラインド・ミッション』でも演技を高く評価され、この時期にはコメディアンとして『Awara Paagal Deewana』『Hulchul』『Garam Masala』『Deewane Huye Paagal』『Malamaal Weekly』『Golmaal: Fun Unlimited』『Chup Chup Ke』『Bhagam Bhag』『Shankar Dada M.B.B.S.』『Bhool Bhulaiyaa』『Welcome』『Mere Baap Pehle Aap』『De Dana Dan』などに出演した。この他に『Teen Bahuraaniyaan』『Main Aisi Kyunn Hoon』『Laagi Tujhse Lagan』などのテレビシリーズにも出演している。
2010年には名誉殺人を題材にした『Aakrosh』に出演している。2012年に『オーマイゴッド 〜神への訴状〜』でアクシャイ・クマールと共演し、2人の演技は高い評価を得ている。2017年は『タイガー 甦る伝説のスパイ』でサルマーン・カーンと共演し、2018年にランビール・カプールと共演した『SANJU サンジュ』ではスニール・ダットを演じた。2019年には『Made in China』『URI/サージカル・ストライク』に出演し、2020年には『ただ空高く舞え』でスーリヤと共演している。